# Advena charon
Advena charon é uma espécie de gastrópode  da família Helicarionidae.
É endémica da Ilha Norfolk.